# جداسازی (مجموعه تلویزیونی)
جداسازی (انگلیسی: Severance) مجموعه تلویزیونی علمی-تخیلی دلهره‌آور روان‌شناختی آمریکایی است که توسط دن اریکسن ساخته شده است و کارگردانی آن عمدتاً بر عهدهٔ بن استیلر بوده است. آدام اسکات، زک چری، بریت لاور، ترامل تیلمن، جن تولاک، دیچن لاچمن، مایکل چرنوس، جان تورتورو، کریستوفر واکن، پاتریشیا آرکت و سارا باک در این مجموعه به ایفای نقش پرداخته‌اند. این مجموعه داستان کارمندان یک شرکت بیوتکنولوژی به نام صنایع لومن را دنبال می‌کند که تحت عمل جراحی به نام «جداسازی» قرار گرفته‌اند. این فرایند به گونه‌ای طراحی شده که افراد هنگام کار هیچ‌گونه حافظه‌ای از دنیای بیرون نداشته باشند و همچنین پس از ترک محل کار، هیچ یادآوری از وظایف شغلی خود نداشته باشند. این کار باعث می‌شود هر کارمند دو شخصیت جداگانه داشته باشد.
جداسازی برای اولین بار در اپل تی‌وی پلاس در ۱۸ فوریه ۲۰۲۲ پخش شد. این سریال به دلیل فیلمبرداری، کارگردانی، طراحی تولید، موسیقی، داستان و اجراهایش مورد تحسین قرار گرفت. این سریال در هفتاد و چهارمین جوایز امی ساعات پربیننده در ۱۴ رشته نامزد جایزه شد و برای تیتراژ و موسیقی متن برنده شد. فصل دوم این سریال در ۱۷ ژانویه ۲۰۲۵ پخش شد. جداسازی در ۲۱ مارس ۲۰۲۵ برای فصل سوم تمدید شد.

## زمینه داستانی
شرکت بیوتکنولوژی صنایع لومن از یک روش پزشکی به نام «جداسازی» استفاده می‌کند که خاطرات کارکنان خود را بسته به اینکه آیا آنها در محل کار هستند یا نه، جدا می‌کند. هنگامی که یک کارگر جدا شده سر کار است، به آنها لقب «داخلی» (innie) داده می‌شود و نمی‌توانند چیزی از زندگی خود یا دنیای بیرون را به خاطر بسپارند. هنگامی که در خارج از خانه کار می‌کنند، به آنها «بیرونی» (outie) می‌گویند و نمی‌توانند زمان خود را در محل کار به یاد آورند. با توجه به این امر، داخلی‌ها و بیرونی‌ها دو زندگی متفاوت با شخصیت‌ها و برنامه‌های متفاوت را تجربه می‌کنند. فصل اول روی یک کارمند جدا شده به نام مارک متمرکز است که به تدریج شبکه‌ای از توطئه‌ها را در داخل لومن کشف می‌کند.

## بازیگران و شخصیت‌ها

### اصلی
- آدام اسکات در نقش مارک اسکات، یک پروفسور سابق تاریخ و یک کارگر جدا شده برای صنایع لومن در بخش «پالایش کلان‌داده»[پ]، که نسخه «بیرونی» اش در غم مرگ همسرش است.
- زک چری در نقش دیلن جورج، همکار جداشده مارک، که به ویژه از مزایای شرکت لذت می‌برد.[۱۰]
- بریت لاور در نقش هلی ریگز، یک کارمند جدید جداشده که جایگزین پیتی می‌شود، که باعث ناراحتی او شده است.
- ترامل تیلمن در نقش ست میلچیک، سرپرست طبقه جداشده در لومن.
- جن تولاک در نقش دوون اسکات هیل، خواهر باردار مارک.
- دیچن لاچمن در نقش خانم کیسی، مشاور سلامتی در طبقه جداشده.
- مایکل چرنوس در نقش ریکن هیل، شوهر دوون و برادر شوهر مارک، یک نویسنده الهام بخش خودیاری.
- جان تورتورو در نقش ایروینگ بایلیف، همکار جداشده مارک، که طرفدار سیاست‌های شرکت است و به سمت برت کشیده می‌شود.[۱۱]
- کریستوفر واکن در نقش برت گودمن، رئیس جداشده بخش «نورشناسی و طراحی»[ت] که به سمت ایروینگ کشیده شده است.[۱۱]
- پاتریشا آرکت در نقش هارمونی کوبل، مدیر طبقه جداشده در لومن، که خارج از محل کارش به عنوان خانم سلویگ، هویتی جعلی در نقش همسایه مارک دارد.
- سارا بوک در نقش یوستیس وانگ (فصل ۲)، یک خانم جوان که به عنوان معاون مدیر طبقه جداشده فعالیت می‌کند.[۱۲]

### مکمل
- یول وازکوئز در نقش پیتر «پیتی» کیلمر، کارگر سابق جداشده و بهترین دوست مارک، که لومن را در شرایطی مرموز ترک کرده است.
- مایکل کامپستی در نقش داگ گرانر، رئیس امنیت در طبقه جداشده لومن.
- نیکی میشل جیمز در نقش الکسا، مامای دوون و یکی از علایق عشق مارک.
- سیدنی کول الکساندر در نقش ناتالی، نماینده روابط عمومی لومن و سخنران هیئت مرموز.
- نورا دیل در نقش گبی آرتتا، همسر سناتور آنجلو آرتتا. او برای جلوگیری از درد زایمان، جداسازی کرده است.
- کلودیا رابینسون در نقش فلیسیا، کارمند آپتیک در لومن.
- مارک کنت اسمالتز در نقش جاد، نگهبان امنیتی لومن.
- اولاویر داری اولافسون در نقش آقای دراموند (فصل ۲)، یک مجری ترسناک لومن که درگیر عملیات جدایی است.
- مریت ویور در نقش گرچن جورج (فصل ۲)، همسر دیلن.[۱۳]
- رابی بنسون در نقش دکتر ماور (فصل ۲)، یک دکتر در طبقه آزمایش لومن.

### مهمان
- مارک گلر در نقش کیر ایگان،[ث] بنیان‌گذار صنایع لومن، که با ارادت مذهبی در شرکت مورد پرستش قرار می‌گیرد. با وجود مرگش، او از طریق مجسمه‌ها، نقاشی‌ها و ضبط‌های آرشیوی نشان داده می‌شود.
- کسیدی لیتون در نقش جون کیلمر، دختر پیتی.
- جوآن کلی در نقش نینا، همسر سابق پیتی.
- ایتان فلاور در نقش آنجلو آرتتا، یک سناتور ایالتی تحت حمایت لومن که از قانونی شدن روند جداسازی حمایت می‌کند و با گبی آرتتا ازدواج کرده است که از او سه فرزند دارد.
- کارن آلدریج در نقش رگابی، جراح سابق لومن که پتی را دوباره ادغام کرده است.
- مایکل سیبری در نقش جیم ایگان، مدیرعامل فعلی صنایع لومن.
- گریس رکس در نقش ربک، دوست ریکن.
- راجات سورش در نقش بالف، دوست ریکن.
- باب بالابان در نقش مارک ویلکینز (فصل ۲)، یکی از اعضای جدید MDR، از شعبه لومن 5X.[۱۴]
- آلیا شوکت در نقش گوندولین و. (فصل ۲)، عضو جدید MDR، از شعبه لومن 5X.[۱۴]
- استفانو کارانانته در نقش داریو روسی (فصل ۲)، عضو جدید MDR.[۱۴]
- سارا شرمن (فصل ۲) در نقش صدای یک برج آبی در یک استاپ موشن در فیلم صنعتی لومون.
- آدریان مارتینز در نقش آقای سالیبا (فصل ۲)، مدیر یک کارخانه در که با دیلن برای یک موقعیت مصاحبه می‌کند.
- گوئندولین کریستی در نقش لورن (فصل ۲)، کارمند جدا شده‌ای که بخش تغذیه پستانداران را اداره می‌کند.[۱۳]
- جان نوبل در نقش فیلدز (فصل ۲)، شوهر برت.[۱۵]
- ساندرا برنهارد در نقش سیسیلی (فصل ۲)، یک پرستار در طبقه آزمایش.
- جیمز لگروس در نقش همپتون (فصل ۲)، یکی از آشنایان هارمونی کوبل از سالتز نک.[۱۶]
- جین الکساندر در نقش سلستین «سیسی» کوبل (فصل ۲)، عمه گوشه‌گیر هارمونی در سالتز نک.[۱۷]

همچنین بن استیلر صداپیشگی یک نسخه انیمیشنی از کیر ایگان را انجام می‌دهد. کیانو ریوز در فصل ۲ در یک فیلم صنعتی لومن در نقش یک ساختمان انیمیشنی لومن صداپیشگی می‌کند.

## قسمت‌ها
| فصل | قسمت‌ها | قسمت‌ها | تاریخ اصلی روی آنتن رفتن | تاریخ اصلی روی آنتن رفتن |
| فصل | قسمت‌ها | قسمت‌ها | اولین بار                | آخرین بار                |
| --- | ------ | ------ | ------------------------ | ------------------------ |
| ۱   | ۹      | ۹      | ۱۸ فوریه ۲۰۲۲            | ۸ آوریل ۲۰۲۲             |
| ۲   | ۱۰     | ۱۰     | ۱۷ ژانویه ۲۰۲۵           | ۲۱ مارس ۲۰۲۵             |
| ۳   | TBA    | TBA    | TBA                      | TBA                      |

### فصل ۱ (۲۰۲۲)
| شم. کلی | شم. در فصل | عنوان                         | کارگردان      | نویسنده          | تاریخ پخش اصلی |
| --- | ---------- | ----------------------------- | ------------- | ---------------- | -------------- |
| ۱ | ۱          | «خبر خوش دربارهٔ جهنم»         | بن استیلر     | دن اریکسون       | ۱۸ فوریه ۲۰۲۲  |
| مارک اسکات، که در بخش «پالایش کلان‌داده»(اختصاری MDR) برای شرکت صنایع لومن کار می‌کند، متوجه می‌شود که پس از خروج ناگهانی همکارش پیتی، به عنوان رئیس بخش ارتقا یافته است. اولین وظیفه او این است که هلی، جایگزینی را که در یک اتاق کنفرانس از خواب بیدار می‌شود و هیچ خاطره‌ای از اینکه چه کسی، یا کجا است، را بیدار کند. هلی پس از تعیین جهت‌گیری و یادگیری نام خود، درخواست می‌کند تا اجازه خروج بگیرد اما متوجه می‌شود که نمی‌تواند این کار را انجام دهد. او سپس ویدیویی را مشاهده می‌کند که توضیح می‌دهد که تحت عمل «جداسازی» قرار گرفته است، که خاطرات او را تقسیم کرده تا نسخه‌ای از خودش ایجاد کند که فقط در داخل محل کار وجود داشته باشد. نسخه «بیرونی» مارک، پروفسور سابقی که از مرگ همسرش غمگین است و در شهر کیر تحت حمایت لومن زندگی می‌کند؛ او با مردی روبرو می‌شود که ادعا می‌کند پیتی است و نامه‌ای با دستورالعمل‌های مرموز را به او می‌دهد. مارک به خانه برمی گردد و با همسایه خود خانم سلویگ ارتباط برقرار می‌کند، غافل از اینکه او رئیسش، یعنی هارمونی کوبل مدیر ارشد بخش او می‌باشد. |            |                               |               |                  |                |
| ۲ | ۲          | «نیمه حلقه»                   | بن استیلر     | دن اریکسون       | ۱۸ فوریه ۲۰۲۲  |
| روز قبل، هلی به عنوان یک کارمند جدید، با کاشت ریزتراشه در داخل مغزش تحت عمل جداسازی قرار می‌گیرد. در دفتر، هلی جداشده به همکاران جدیدش، دیلن و ایروینگ، معرفی می‌شود و به او دستور داده می‌شود که وظیفه او مرتب‌سازی اعداد رمزگذاری‌شده در سطل‌های دیجیتال به عنوان بخشی از MDR است. در طی یک مهمانی خوشامدگویی به سرپرستی مدیر طبقه، میلچیک، هلی احساس ناراحتی می‌کند و سعی می‌کند با نوشتن یک یادداشت استعفا از طریق شخصیت «بیرونی» (outie) خود فرار کند، اما آسانسور خاموش می‌شود. مارک ادعا می‌کند که این به دلیل «ردیاب‌های کد» داخلی لومن است که از ارتباط غیرمجاز بین دو خود جلوگیری می‌کنند. مارک مسئولیت را بر عهده می‌گیرد و به عنوان مجازات در «اتاق انقصال» قرار می‌گیرد. بعداً، ایروینگ توهم می‌کند که مایع سیاه رنگی روی میزش را پوشانده است و سپس یک «چک سلامتی» به دست می‌آورد، جایی که مشاور، خانم کیسی، حقایق مختلفی را در مورد نسخه «بیرونی» ایروینگ بازگو می‌کند و ایروینگ مجبور است تا واکنش خنثی نشان دهد. در مرکز سلامتی، ایروینگ همچنین با برت، رئیس بخش نورشناسی و طراحی(اختصاری O&D) ملاقات می‌کند. در بیرون، مارک یک بار دیگر با پیتی ملاقات می‌کند، که توضیح می‌دهد که به دلیل قطع پایان کارش «بیماری ادغام مجدد» گرفته است. پیتی به مارک از اتاق انقصال می‌گوید و صدای ضبط شده‌ای را پخش می‌کند که مکرراً یک عذرخواهی شدید می‌خواند و میلچیک او را مجبور می‌کند این سطرها را تکرار کند. مارک به پیتی در خانه‌اش پناه می‌دهد. هنگامی که او در حال دوش گرفتن است، پیتی دچار توهم می‌شود و به زمین می‌افتد. |            |                               |               |                  |                |
| ۳ | ۳          | «در ابدیت»                    | بن استیلر     | اندرو کولویل     | ۲۵ فوریه ۲۰۲۲  |
| پیتی به مارک می‌گوید که خیرین مرموز به او کمک کردند تا مراحل ادغام مجدد را انجام دهد. در حالی که مارک در محل کارش است، خواهرش دوون و برادر شوهرش ریکن، کتابی را که توسط دومی نوشته شده است را به درگاه او تحویل می‌دهند که خانم سلویگ آن را می‌دزدد و برای بررسی پیام‌های پنهان به لومن می‌برد. هنگامی که او خانه مارک را جستجو می‌کند، پیتی او را به عنوان کوبل می‌شناسد و از خانه فرار می‌کند و توهمات بیشتری را تحمل می‌کند و در نهایت در یک فروشگاه رفاه فرو می‌ریزد. در دفتر، هلی متوجه می‌شود که درخواست استعفای او که برای نسخه «بیرونی» اش ارسال شده بود، رد شده است. مارک تلاش‌های مختلف او برای قاچاق پیام‌های دیگر را خنثی می‌کند. ایروینگ برای کمک به درک اینکه چرا در لومن کار می‌کند، به او پیشنهاد می‌کند که «بخش ابدیت» دفتر را به او نشان دهند، که تاریخچه بنیان‌گذار لومن، یعنی کیر ایگان و سلسله بعدی او را مستند کرده است. پس از تلاش برای یک فرار دیگر، هلی به اتاق انقصال آورده می‌شود، جایی که میلچیک او را مجبور می‌کند که مکرراً یک قطعه عذرخواهی را بخواند. مارک پس از نوبت کاری خود، مسیر آمبولانس‌ها را به سمت فروشگاه رفاه دنبال می‌کند و شاهد است که پیتی توسط امدادگران پس از توقف تنفس او برده می‌شود. مارک با عجله به خانه می‌رود تا شواهد اقامت پیتی را از بین ببرد، اما سپس تلفن همراه رها شده پیتی زنگ می‌زند. |            |                               |               |                  |                |
| ۴ | ۴          | «تویی که تو هستی»             | آئویف مک آردل | کاری دریک        | ۴ مارس ۲۰۲۲    |
| مارک تماس تلفن پیتی را از دست می‌دهد و آن را پنهان می‌کند و متوجه چندین تماس بی‌پاسخ از همان شماره مسدودشده می‌شود. روز بعد، ایروینگ از O&D بازدید می‌کند، جایی که به برت نزدیک‌تر می‌شود و کتاب ریکن را که میلچیک در طول تلاش هلی برای فرار به جا گذاشته بود، کشف می‌کند. مارک تصمیم می‌گیرد کتاب را با وجود قول‌دادن به مدیریت، نگه دارد. هلی پس از اینکه مجبور می‌شود بیش از هزار بار عذرخواهی خود را بخواند از اتاق انقصال بازمی‌گردد. او یک کاغذبر پیدا می‌کند و نزد کوبل تهدید به خودزنی می‌کند مگر اینکه درخواست استعفای ضبط‌شده به او داده شود. با این حال، نسخه «بیرونی» اش صدای ضبط شده‌ای را برایش ارسال می‌کند که قاطعانه این درخواست را رد می‌کند. در اواخر همان شب، مارک یک اطلاعیه خبری دریافت می‌کند که گزارش می‌دهد پیتی بر اثر یک «بیماری ناشناخته» درگذشته است. تلفن پیتی کمی بعد زنگ می‌خورد. کوبل، در نقش خانم سلویگ، در مراسم تشییع جنازه شرکت می‌کند و تراشه جدایی پیتی را قبل از سوزاندن او می‌گیرد. سپس از خانم کیسی می‌خواهد که یک چک سلامتی «ویژه» روی مارک انجام دهد، که او از راه دور آن را تماشا می‌کند. کیسی از مارک می‌خواهد حالت عاطفی خود را از خاک رس درست کند. مارک درختی را مجسمه‌سازی می‌کند که پس از تشییع جنازه، همسرش به یاد همسر فقیدش جما از آن بازدید کرده است. ایروینگ متوجه می‌شود که O&D در واقع حداقل هفت کارمند دارد که در یک اتاق پشتی بزرگ بدون برچسب کار می‌کنند. دیلن کتاب ریکن را در پرونده‌های مارک پنهان می‌یابد. هلی یک سیم کشش را قاچاق می‌کند و خود را در اتاقک آسانسور حلق‌آویز می‌کند. |            |                               |               |                  |                |
| ۵ | ۵          | «بربریت شوم نورشناسی و طراحی» | آئویف مک آردل | آنا اویانگ موئنچ | ۱۱ مارس ۲۰۲۲   |
| هلی در اثر اقدام به خودکشی مجروح می‌شود، اما در نهایت زنده می‌ماند. او سه روز بعد سر کار برمی‌گردد. مارک به خواندن کتاب ریکن ادامه می‌دهد، کتابی که احساسات شدید ضد نظام را در خود دارد. در خارج از محل کار، دوون زایمان می‌کند. وقتی هلی برمی‌گردد، کوبل به خانم کیسی دستور می‌دهد که او را از نزدیک تماشا کند، اما مارک هلی را مخفیانه از MDR خارج می‌کند و فاش می‌کند که نقشه پیتی را بازسازی کرده است. هلی موافقت می‌کند که به مارک در بازسازی نقشه کمک کند، پس از آن آنها بخش ناشناخته‌ای را کشف می‌کنند که در آن یک کارمند تنها به بچه‌بزها غذا می‌دهد. برت به ایروینگ و دیلن اعتراف می‌کند که به دلیل غیرقابل اعتماد بودن MDR در مورد اندازه O&D دروغ گفته بود. آنها متوجه می‌شوند که لومن بخش‌ها را در برابر یکدیگر قرار می‌دهد. برت آن دو را به اتاق پشتی O&D می‌برد و آنها را به کارمندانش معرفی می‌کند. |            |                               |               |                  |                |
| ۶ | ۶          | «قایم باشک»                   | آئویف مک آردل | آماندا اورتون    | ۱۸ مارس ۲۰۲۲   |
| داگ گرانر، رئیس امنیت لومن، با کوبل تماس می‌گیرد تا به او اطلاع دهد که رگابی کارمند سابق را به عنوان مسئول ادغام مجدد پیتی معرفی کرده است. ایروینگ و برت احساسات خود را نسبت به یکدیگر اعتراف می‌کنند، اما اولی اعتراف می‌کند که حاضر نیست به یک رابطه متعهد شود. پس از اینکه مارک متوجه می‌شود که خانم کیسی به دلیل ناتوانی در نظارت او و هلی به اتاق انقصال فرستاده شده است، او از ایروینگ می‌خواهد MDR را به O&D معرفی کند، جایی که او از بخش‌ها می‌خواهد تا با هم همکاری کنند تا رازهای لومن را کشف کنند. با این حال، میلچیک آنها را پیدا می‌کند و مارک را به اتاق انقصال می‌فرستد. میلچیک بعداً برای مدت کوتاهی دیلن «داخلی» را در خانه «بیرونی» اش بیدار می‌کند تا کارتی را که که دیلن از O&D دزدیده بود پیدا کند، اما باعث می‌شود تا دیلن «داخلی» متوجه شود که او یک پسر دارد. دوون با گبی ملاقات می‌کند، زنی که در خانه زایمان با او آشنا شده بود، اما گبی او را نمی‌شناسد. دوون بعداً متوجه می‌شود که شوهر گابی، آنجلو آرتتا، یک سناتور ایالتی تحت حمایت لومن است که از قانونی‌کردن عمل جداسازی حمایت می‌کند. کوبل، به عنوان خانم سلویگ، با ایفای نقش به عنوان مشاور شیردهی دوون و ریکن به آنها نزدیک می‌شود. مارک با الکسا، مامای دوون، به کنسرت گروه پانک راک دختر پتی می‌رود و همراه با یک آهنگ اعتراضی ضد لومن می‌خواند. بعداً، مارک بالاخره تلفن پیتی را پاسخ می‌دهد و رگابی با او تماس می‌گیرد تا شخصاً در یکی از دانشگاه‌های نزدیک ملاقات کنند. کوبل دستور می‌دهد در ورودی MDR در قفل‌شده با کارت کلیدی نصب شود. |            |                               |               |                  |                |
| ۷ | ۷          | «جاز سرکش»                    | بن استیلر     | هلن لی           | ۲۵ مارس ۲۰۲۲   |
| در حالی که مارک در حال ملاقات با رگابی است، گرانر وارد ساختمان می‌شود و به مارک می‌گوید که با او کار می‌کند. رگابی گرانر را می‌کشد و به مارک کارت دسترسی او را می‌دهد و به او می‌گوید که آن را به خانه خود بیاورد. دوون به کوبل (که خود را به عنوان خانم سلویگ نشان می‌دهد) می‌گوید که او مشکوک است که گابی خاطراتش را برای جلوگیری از درد زایمان جدا کرده است. به عنوان جایزه برای هلی، میلچیک درگیر یک «تجربه رقص موسیقی» با بخش خود می‌شود. دیلن حاضر به شرکت نمی‌شود و در نهایت به میلچیک حمله می‌کند، زیرا او نمی‌تواند اطلاعات بیشتری دربارهٔ فرزندش بداند. میلچیک می‌رود تا ماجرا را به کوبل گزارش دهد. در همین حال، دیلن به دپارتمان می‌گوید که لومن توانایی بیدار کردن آنها در خارج از طبقه جدا شده را دارد، که به عنوان «اضافه‌کاری احتمالی» شناخته می‌شود. مارک و هلی برای یافتن دفتر امنیتی نقشه می‌کشند. در داخل، آنها متوجه می‌شوند که لومن به شدت همه کارمندان خود را زیر نظر دارد و اضافه‌کاری با استفاده از دو اهرم فعال می‌شود. دیلن پیشنهاد می‌کند که بعد از ساعت‌ها پشت سر بماند تا مارک و هلی را از بیرون بیدار کند. ایروینگ با نگرانی از امنیت برت به سمت O&D می‌رود. به محض ورود، او متوجه می‌شود که برت در حال بازنشستگی است، و آشکارا میلچیک را که از کار جداسازی نشده است به دلیل سوءاستفاده از کارمندان جداشده سرزنش می‌کند. پس از کار، الکسا از مارک مست بازدید می‌کند، که پس از پاره‌کردن عکس جما، او را می‌ترساند. پس از رفتن او، مارک عکس را دوباره جمع می‌کند و نشان داده می‌شود که آن عکس همان خانم کیسی است. |            |                               |               |                  |                |
| ۸ | ۸          | «شام چی داریم؟»               | بن استیلر     | کریس بلک         | ۱ آوریل ۲۰۲۲   |
| نشان داده می‌شود که شخصیت بیرونی ایروینگ به تنهایی در یک آپارتمان زندگی می‌کند، جایی که او بیشتر وقت خود را صرف نقاشی تصاویر یکسان از یک راهروی تاریک می‌کند. هلی در فایل پالایش داده‌های خود به ۱۰۰٪ می‌رسد و بدین ترتیب سهمیه MDR برای سه‌ماهه را برآورده می‌کند. کوبل، مارک را برای آخرین جلسه سلامتی با خانم کیسی برنامه‌ریزی می‌کند و زمانی که مارک و خانم کیسی نمی‌توانند یکدیگر را به عنوان زن و شوهر به یاد بیاورند ناامید به نظر می‌رسد. سپس دستور می‌دهد خانم کیسی را به «طبقه آزمایش» برگردانند، که ورودی آن همان راهرو در نقاشی‌های ایروینگ می‌باشد. در حالی که MDR سهمیه خود را جشن می‌گیرد، کوبل توسط هیئت مدیره به دلیل عدم اطلاع از تلاش هلی برای خودکشی و فعالیت‌های فوق برنامه او به عنوان «خانم سلویگ» تعلیق می‌شود. تیم MDR برای دیلن آماده می‌شود تا آنها را از راه دور از بیرون بیدار کند. هلی قبل از حرکت مارک را می‌بوسد. او در مهمانی کتاب‌خوانی ریکن شرکت می‌کند و به خانم سلویگ می‌گوید که قصد دارد لومن را ترک کند که او را به این کار تشویق می‌کند. دیلن یک جشن وافل‌خوری را به عنوان پاداش برای رسیدن به سهمیه دریافت می‌کند، که در آن او یک سر کیر ایگان را بر تن می‌کند و در یک ماکت از اتاق خواب کیر در «بخش ابدیت» می‌نشیند در حالی که رقص‌های تشریفاتی و اغواکننده در مقابل او اجرا می‌شود. دیلن میانه راه را ترک می‌کند تا به دفتر امنیتی دسترسی پیدا کند و موارد احتمالی اضافه‌کاری را فعال می‌کند تا شخصیت‌های مارک، ایروینگ و هلی را در دنیای بیرونی بیدار کند. |            |                               |               |                  |                |
| ۹ | ۹          | «مایی که ما هستیم»            | بن استیلر     | دن اریکسون       | ۸ آوریل ۲۰۲۲   |
| مارک «داخلی» در خانهٔ دوون بیدار می‌شود و خود را در آغوش کوبل می‌بیند. در حالی که خود را برای یافتن دوون بهانه می‌کند، او کوبل را به نام اصلی‌اش صدا می‌زند که او از این طریق متوجه می‌شود که پروتکل فعال شده است. کوبل با میلچیک تماس می‌گیرد و از او می‌خواهد که دفتر امنیتی را بررسی کند. مارک به‌طور خصوصی به دوون نشان می‌دهد که در فرم اینی خودش است. دوون از مرگ جما به او می‌گوید و متوجه می‌شود که «خانم سلویگ» رئیس مارک است. دوون مارک را تشویق می‌کند تا اعمال ناشایست لومن را به مطبوعات گزارش دهد زیرا لومن احتمالاً پلیس را نیز کنترل می‌کند. ایروینگ در آپارتمان خود از خواب بیدار می‌شود و نقاشی‌های بیرونی و پس زمینه‌اش را در نیروی دریایی ایالات متحده کشف می‌کند و نقشه و فهرست کارمندان را در کمد پیدا می‌کند که از آن برای یافتن برت استفاده می‌کند. هلی در یک جشن لومن بیدار می‌شود و در آنجا متوجه می‌شود که او در واقع هلنا ایگان است - یعنی دختر جیم ایگان مدیر عامل شرکت لومن - که برای جلب حمایت عمومی برای قانونی‌کردن این رویه، جداسازی کرده است. کوبل سریع به سمت گالا می‌رود و سعی می‌کند هلی را از سخنرانی برنامه‌ریزی شده بازدارد. میلچیک به دفتر امنیتی می‌رسد و راهش از طریق محدودیت‌های موقتی که دیلن روی در قرار داده است، قطع می‌شود. هلی روی صحنه می‌آید و از انقیاد و عذاب «داخلی» ها به جمعیت می‌گوید. ایروینگ به خانه برت می‌رسد و متوجه می‌شود که او در حال حاضر در یک رابطه است. مارک عکسی را پیدا می‌کند که نشان می‌دهد خانم کیسی همان جما است. او عجله می‌کند تا این را به دوون بگوید، اما فقط می‌تواند بگوید «او زنده است!»، اما بلافاصله میلچیک بر دیلن مقابله می‌کند، و پروتکل اضافه‌کاری احتمالی را غیرفعال می‌کند و این سه نفر را به حالت اولیه خود بازمی‌گرداند. |            |                               |               |                  |                |

### فصل ۳ (TBA)
در ۲۶ مارس ۲۰۲۵، برخی از بازیگران در تاور بریج در لندن ظاهر شدند تا تجدید فصل ۳ را جشن بگیرند. آدام اسکات، بریت لوور، ترامل تیلمن، زک چری و گوئندولین کریستی در این جشن حضور یافتند. در این مراسم بادکنک‌هایی با چهره آدام اسکات وجود داشت.

## تولید

### پیش‌زمینه
دن اریکسون در حین تحصیل زبان انگلیسی در دانشگاه واشینگتن غربی، به بخش تئاتر، نوشتن نمایشنامه‌های کوتاه و سایر آثار خلاقانه علاقه‌مند شد. بلافاصله پس از آن، اریکسون به دانشگاه نیویورک رفت و مدرک کارشناسی ارشد خود را در نویسندگی تلویزیونی دریافت کرد. در سال ۲۰۱۶، فیلمنامه او برای قسمت اول جداسازی در نتایج نظرسنجی فهرست خونین از بهترین فیلمنامه‌های تولید نشده ظاهر شد. اریکسون جداسازی را در یک دوره افسردگی در حین کار در یک شغل اداری نوشت. او شغل اداری خود را به قدری یکنواخت می‌دانست که آرزو می‌کرد کاش می‌توانست «هشت ساعت روز کاری را رها کند تا حافظه‌اش از هم جدا شود و فقط کار را تمام کند». خواهر و برادر اریکسون الهام بخش برخی از شخصیت‌ها بودند.

### توسعه

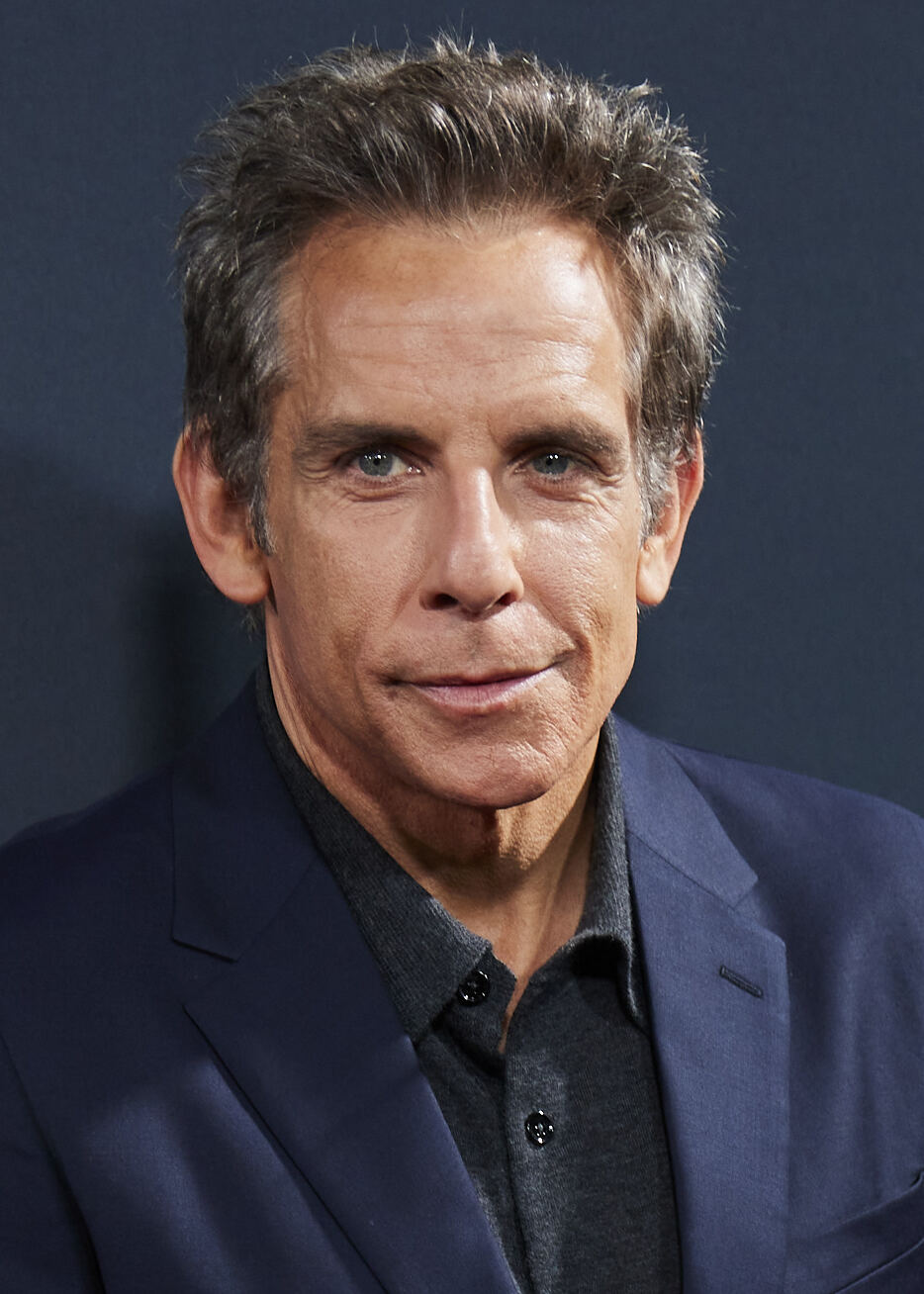
بن استیلر به عنوان کارگردان اصلی و یکی از تهیه‌کنندگان اجرایی فعالیت می‌کند.

اریکسون فیلمنامه آزمایشی خود را در سال ۲۰۱۵ به شرکت تولیدی بن استیلر یعنی رد آور پروداکشنز ارسال کرد و توسط مدیر توسعه جکی کوهن به استیلر منتقل شد. استیلر حداقل پنج سال قبل از اولین نمایش جداسازی آن را خوانده بود و گفت که این پروژه «طولانی‌ترین کاری است که تا به حال روی آن کار کرده‌ام». او گفت که از مشارکت این داستان در کمدی اداره لذت می‌برد. در ژانویه ۲۰۱۷، استیلر از آدام اسکات برای بازی دعوت کرد. استیلر و اسکات قبلاً در فیلم زندگی پنهان والتر میتی ساخته استیلر در سال ۲۰۱۳ با هم کار کرده بودند. در نوامبر ۲۰۱۹، اپل تی‌وی پلاس دستور ساخت سریال را صادر کرد که کارگردانی آن توسط استیلر، و اسکات در نقش اصلی اعلام شد. استیلر فقط به کارگردانی قسمت اول وابسته بود، اما تصمیم گرفت قسمت‌های بیشتری را کارگردانی کند که سریال وارد مرحله توسعه شد. در ۶ آوریل ۲۰۲۲، اپل این سریال را برای فصل دوم تمدید کرد. در آوریل ۲۰۲۳، گزارش شد که بو ویلیمن به عنوان تهیه‌کننده اجرایی و نویسنده برای فصل دوم و فصل بالقوه سوم استخدام شده است. بیانیه مطبوعاتی ژانویه ۲۰۲۵ از شرکت مادر سی‌جی ئی‌ان‌ام تأیید کرد که فصل سوم در حال توسعه فعال است، اگرچه اطلاعات بعداً حذف شدند.

### نوشتن
رسانه‌هایی که بر جداسازی تأثیر گذاشتند عبارتند از: افسانه شهری اتاق‌های پشتی، بازی ویدیویی استنلی پربل از سال ۲۰۱۳، فیلم‌هایی از جمله محیط اداره، نمایش ترومن، جان مالکوویچ بودن و درخشش ابدی یک ذهن پاک، قسمت «کریسمس سفید» از آینه سیاه و کمیک استریپ دیلبرت. تأثیرات قدیمی‌تر شامل نمایشنامه بدون خروج در سبک جهنم اگزیستانسیالیسم از ژان-پل سارتر از سال ۱۹۴۴ و رمان ویران‌شهری تمامیت‌خواهی ۱۹۸۴ اثر جورج اورول از سال ۱۹۴۹ است. از نظر زیبایی‌شناختی، سریال تحت تأثیر فیلم‌های برزیل، شهر تاریک و زنگ تفریح قرار گرفته است.

### فیلمبرداری

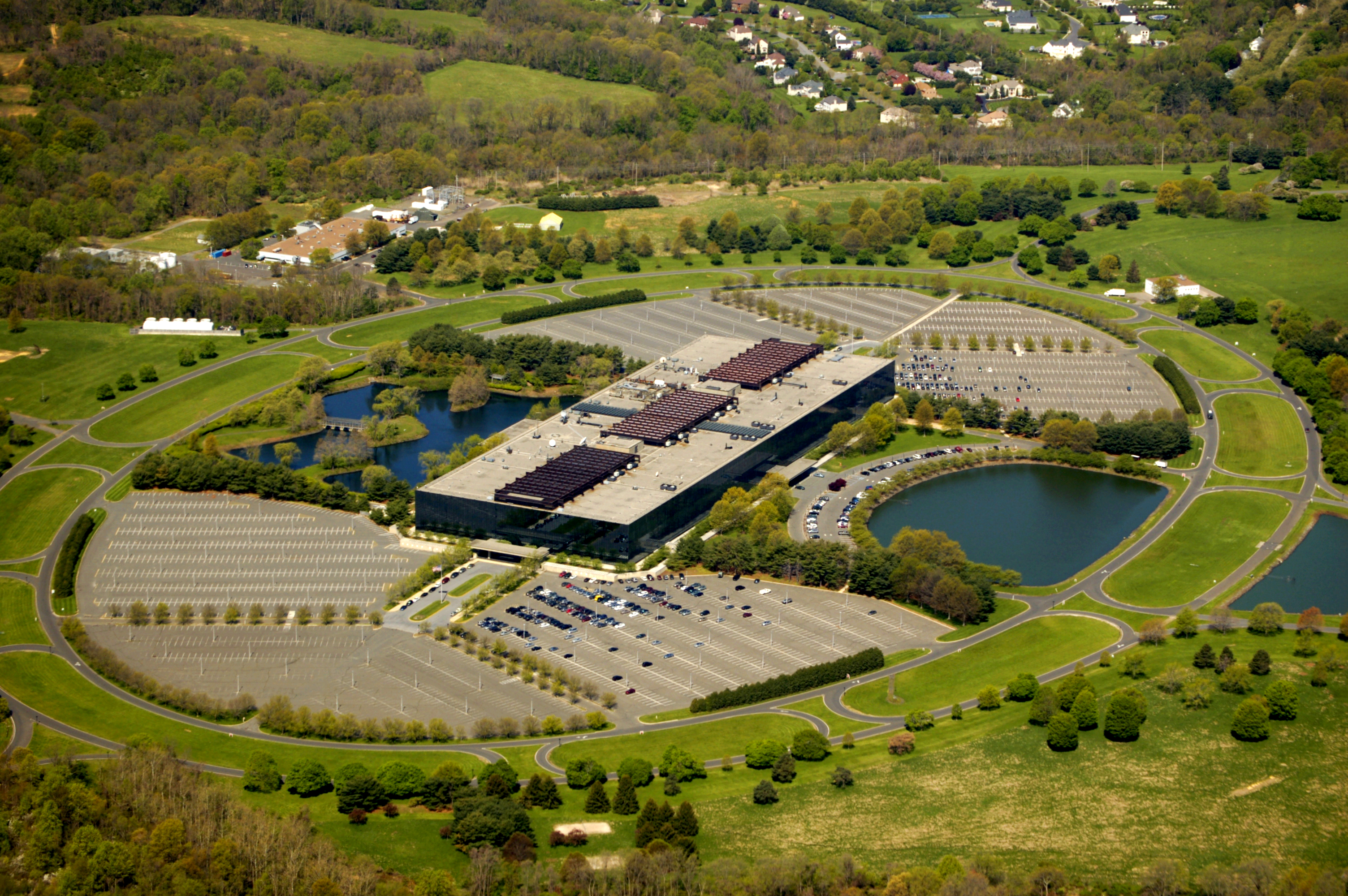
مجتمع بلز هلمدل از آزمایشگاه‌های بل در مرکز نیوجرسی، ایالات متحده، به عنوان ستاد صنایع لومن استفاده شد که از آن پس به یک جاذبه محبوب رسانه‌های اجتماعی و توریستی تبدیل شده است.

دنیاگیری کووید-۱۹ شروع تولید اولیه مارس ۲۰۲۰ را به تعویق انداخت. تصویربرداری اصلی برای فصل اول در شهر نیویورک با عنوان کاری Tumwater در ۸ نوامبر ۲۰۲۰ آغاز شد. صحنه افتتاحیه نمایش در ۶ ژانویه ۲۰۲۱ فیلمبرداری شد. این سریال برای چند روز در ماه فوریه در نیک، نیویورک برای خانه‌های مارک و کوبل، و در کینگستون و بیکن، نیویورک در ماه مارس فیلمبرداری شد. در آوریل، فیلمبرداری به مرکز نیوجرسی منتقل شد، عمدتاً در آزمایشگاه‌های بل هولمدل که برای مرکز لومن استفاده شد، انجام شد. فیلمبرداری قرار بود در ۲۳ ژوئن ۲۰۲۱ به پایان برسد.
فیلمبرداری فصل دوم در ۳ اکتبر ۲۰۲۲ در شهر نیویورک آغاز شد و قرار بود در ۱۲ می ۲۰۲۳ به پایان برسد. با این حال، در ۸ می ۲۰۲۳، تولید فصل به دلیل اعتصاب انجمن نویسندگان آمریکا در سال ۲۰۲۳ تعطیل شد. تولید تا ۱۳ می ۲۰۲۳ از سر گرفته شد و فیلمبرداری در نیوفاندلند انجام شد. بعداً فیلمبرداری دوباره به دلیل اعتصاب دوگانه ۲۰۲۳ سگ-افترا و نویسندگان تعطیل شد، اما در ۲۹ ژانویه ۲۰۲۴ از سر گرفته شد و در ۲۳ آوریل ۲۰۲۴ به پایان رسید.

## بازخورد
| فصل | راتن تومیتوز  | متاکریتیک   |
| --- | ------------- | ----------- |
| 1   | ۹۷٪ (۱۱۷ نقد) | ۸۳ (۳۶ نقد) |
| 2   | ۹۷٪ (۱۶۱ نقد) | ۸۶ (۴۳ نقد) |

هر دو فصل جداسازی مورد تحسین گسترده منتقدان قرار گرفته است. در وب‌سایت بازبینی جمعی راتن تومیتوز، نمره تأیید کلی این سریال ۹۷٪ است. متاکریتیک که از میانگین وزنی استفاده می‌کند، به این مجموعه امتیاز کلی ۸۵ از ۱۰۰ را اعطا کرده است که نشان دهنده «تحسین جهانی» است. جداسازی توسط انستیتوی فیلم آمریکا به عنوان یکی از ده سریال برتر سال انتخاب شده است.

### فصل ۱
فصل اول در وبسایت راتن تومیتوز، میانگینِ امتیاز ۸٫۵/۱۰ را در اختیار دارد و ۹۷٪ از ۱۱۷ بررسی منتقدان برای آن مثبت است. اجماع وب‌سایت این چنین نوشته است: «جسور، مرموز، و با بینش تازه‌ای در مورد خطرات مشقت بار شرکت، جداسازی یک بستهٔ کامل است.» متاکریتیک بر اساس ۳۶ منتقد، امتیاز ۸۳ از ۱۰۰ را به فصل اول اختصاص داده است که نشان دهنده «تحسین جهانی» است.

### فصل ۲
فصل دوم در وبسایت راتن تومیتوز، میانگینِ امتیاز ۸٫۹/۱۰ را در اختیار دارد و ۹۷٪ از ۱۶۱ بررسی منتقدان برای آن مثبت است. اجماع وب‌سایت این چنین نوشته است: «با مدیریت ماهرانه دو نیمه مطالعه شخصیت‌های ماهرانه و کابوسی سورئال، فصل دوم جداسازی که همه منتظرش بودیم، ناهماهنگی شناختی را به لذتی شگفت‌انگیز تبدیل می‌کند.» متاکریتیک بر اساس ۴۳ منتقد، امتیاز ۸۶ از ۱۰۰ را به فصل دوم اختصاص داده است که نشان دهنده «تحسین جهانی» است.

### فهرست ده برتر منتقدان
| ۲۰۲۲ |
| --- |
| - رتبه ۱ نیویورک پست - رتبه ۱ لیتل وایت لایز - رتبه ۱ والچر (جن چنی) - رتبه ۲ ای.وی. کلاب - رتبه ۲ امپایر - رتبه ۲ اکسکلیم - رتبه ۲ ایندی‌وایر (بن تراورز) - رتبه ۲ تاونسکور میدیا - رتبه ۲ تی‌وی گاید - رتبه ۲ تی‌وی گاید - رتبه ۳ کانسیکوئنس - رتبه ۳ انترتینمنت. آی‌ای - رتبه ۳ پولیگان - رتبه ۳ تایم - رتبه ۴ بوستون گلوب - رتبه ۴ ماری سو - رتبه ۴ پیپل - رتبه ۴ آپروکس - رتبه ۴ والچر (رکسانا حدادی) - رتبه ۵ ادویک - رتبه ۵ بادی تی‌وی - رتبه ۵ رولینگ استون - رتبه ۵ والچر (کاترین ون آرندونک) - رتبه ۶ تی‌وی‌لاین - رتبه ۶ ان‌ام‌ئی - رتبه ۷ پلی‌لیست - رتبه ۹ انترتینمنت ویکلی (کریستن بالدوین) - رتبه ۹ هالیوود ریپورتر (آنجی هان) - رتبه ۹ پرایم‌تایمر - رتبه ۹ رینگر - رتبه ۱۰ اسلنت مگزین - – سی‌بی‌سی آرتس - – اکونومیست - – ایندی‌وایر (پروما خسلا – فقط نمایش‌های جدید) - – لایف‌هکر - – لس آنجلس تایمز (لورین علی) - – صنایع نردیست - – نیویورک تایمز (جیمز پونیووزیک) |

### جوایز
| جشنواره جایزه                    | سال                      | رده                                                                                          | دریافت کننده | نتیجه    | منبع          |
| -------------------------------- | ------------------------ | -------------------------------------------------------------------------------------------- | --- | -------- | ------------- |
| جوایز اکتا                       | ۲۰۲۳                     | بهترین سریال درام                                                                            | جداسازی | نامزدشده | [ ۶۹ ] [ ۷۰ ] |
| جوایز مؤسسه فیلم آمریکا          | ۲۰۲۲                     | ۱۰ برنامه برتر سال                                                                           | جداسازی | برنده    | [ ۶۶ ]        |
| جوایز انجمن کارگردانان هنری      | 2023                     | برتری در طراحی تولید برای یک سری یک ساعته تک دوربینی معاصر                                   | جرمی هیندل | برنده    | [ ۷۱ ]        |
| جوایز آرتیوس                     | ۲۰۲۳                     | دستاورد برجسته در بازیگری - پایلوت تلویزیونی و سریال درام فصل اول                            | ریچل تنر، بس فیفر، ریک مسینا | نامزدشده | [ ۷۲ ]        |
| جوایز انجمن صدای سینما           | 2023                     | دستاورد برجسته در میکس صدا برای سریال‌های تلویزیونی - یک ساعت                                 | برایان دمبینسکی، باب چفالاس، کریس فوگل، جورج آ. لارا | نامزدشده | [ ۷۳ ]        |
| جوایز تلویزیونی منتخب منتقدان    | ۲۰۲۳                     | بهترین سریال درام                                                                            | جداسازی | نامزدشده | [ ۷۴ ]        |
| جوایز تلویزیونی منتخب منتقدان    | ۲۰۲۳                     | بهترین بازیگر مرد در سریال درام                                                              | آدام اسکات | نامزدشده | [ ۷۴ ]        |
| جایزه برتر گزینش منتقدان         | ۲۰۲۳                     | بهترین بازیگر مرد در یک سریال علمی تخیلی/فانتزی، سریال محدود یا فیلم ساخته شده برای تلویزیون | آدام اسکات | برنده    | [ ۷۵ ]        |
| جایزه برتر گزینش منتقدان         | ۲۰۲۳                     | بهترین بازیگر زن در یک سریال علمی تخیلی/فانتزی، سریال محدود یا فیلم ساخته شده برای تلویزیون  | پاتریشیا آرکت | برنده    | [ ۷۵ ]        |
| جوایز انجمن کارگردانان آمریکا    | ۲۰۲۳                     | دستاورد کارگردانی برجسته در سریال‌های دراماتیک                                                | آئویف مک آردل | نامزدشده | [ ۷۶ ]        |
| جوایز انجمن کارگردانان آمریکا    | ۲۰۲۳                     | دستاورد کارگردانی برجسته در سریال‌های دراماتیک                                                | بن استیلر | نامزدشده | [ ۷۶ ]        |
| جوایز دوریان                     | ۲۰۲۲                     | بهترین درام تلویزیونی                                                                        | جداسازی | نامزدشده | [ ۷۷ ]        |
| جوایز دوریان                     | ۲۰۲۲                     | چشمگیرترین نمایش بصری                                                                        | جداسازی | نامزدشده | [ ۷۷ ]        |
| جوایز گلدن گلوب                  | هشتادمین مراسم گلدن گلوب | بهترین مجموعه تلویزیونی – درام                                                               | جداسازی | نامزدشده | [ ۷۸ ]        |
| جوایز گلدن گلوب                  | هشتادمین مراسم گلدن گلوب | بهترین بازیگر مرد – مجموعه تلویزیونی درام                                                    | آدام اسکات | نامزدشده | [ ۷۸ ]        |
| جوایز گلدن گلوب                  | هشتادمین مراسم گلدن گلوب | جایزه بهترین بازیگر نقش مکمل مرد – سریال، مینی‌سریال یا فیلم تلویزیونی                        | جان تورتورو | نامزدشده | [ ۷۸ ]        |
| ویرایشگرهای صدای فیلم            | 2023                     | دستاورد برجسته در ویرایش صدا - پخش گفتگوی طولانی                                             | جیکوب ریبیکف، دیوید بریگز، گرگ سویاتلوفسکی | نامزدشده | [ ۷۹ ] [ ۸۰ ] |
| ویرایشگرهای صدای فیلم            | 2023                     | دستاورد برجسته در ویرایش موسیقی - فرم طولانی پخش                                             | میسی کوهن، سام زینس، فیلیپه پاچکو | نامزدشده | [ ۷۹ ] [ ۸۰ ] |
| جوایز گاتهام                     | 2022                     | سری پیشرفت - فرم طولانی                                                                      | جداسازی | نامزدشده | [ ۸۱ ]        |
| جوایز گاتهام                     | 2022                     | عملکرد برجسته در یک سری جدید                                                                 | بریت لاور | نامزدشده | [ ۸۱ ]        |
| انجمن منتقدان هالیوود            | ۲۰۲۲                     | بهترین سریال استریم، درام                                                                    | جداسازی | برنده    | [ ۸۲ ]        |
| انجمن منتقدان هالیوود            | ۲۰۲۲                     | بهترین بازیگر مرد در سریال درام                                                              | آدام اسکات | نامزدشده | [ ۸۲ ]        |
| انجمن منتقدان هالیوود            | ۲۰۲۲                     | بهترین بازیگر زن در سریال درام                                                               | بریت لور | برنده    | [ ۸۲ ]        |
| انجمن منتقدان هالیوود            | ۲۰۲۲                     | بهترین بازیگر نقش مکمل مرد در یک سریال استریمینگ، درام                                       | زک چری | نامزدشده | [ ۸۲ ]        |
| انجمن منتقدان هالیوود            | ۲۰۲۲                     | بهترین بازیگر نقش مکمل مرد در یک سریال استریمینگ، درام                                       | ترامل تیلمن | نامزدشده | [ ۸۲ ]        |
| انجمن منتقدان هالیوود            | ۲۰۲۲                     | بهترین بازیگر نقش مکمل مرد در یک سریال استریمینگ، درام                                       | جان تورتورو | برنده    | [ ۸۲ ]        |
| انجمن منتقدان هالیوود            | ۲۰۲۲                     | بهترین بازیگر نقش مکمل مرد در یک سریال استریمینگ، درام                                       | کریستوفر واکن | نامزدشده | [ ۸۲ ]        |
| انجمن منتقدان هالیوود            | ۲۰۲۲                     | بهترین بازیگر نقش مکمل زن در سریال درام                                                      | پاتریشا آرکت | نامزدشده | [ ۸۲ ]        |
| انجمن منتقدان هالیوود            | ۲۰۲۲                     | بهترین بازیگر نقش مکمل زن در سریال درام                                                      | دیچن لاچمن | نامزدشده | [ ۸۲ ]        |
| انجمن منتقدان هالیوود            | ۲۰۲۲                     | بهترین کارگردانی در سریال استریم، درام                                                       | آئویف مک آردل | نامزدشده | [ ۸۲ ]        |
| انجمن منتقدان هالیوود            | ۲۰۲۲                     | بهترین کارگردانی در سریال استریم، درام                                                       | بن استیلر | برنده    | [ ۸۲ ]        |
| انجمن منتقدان هالیوود            | ۲۰۲۲                     | بهترین نویسندگی در یک سریال استریم، درام                                                     | دن اریکسون | برنده    | [ ۸۲ ]        |
| جایزه موسیقی هالیوود             | ۲۰۲۲                     | موسیقی اصلی — نمایش تلویزیونی/سریال محدود                                                    | تئودور شاپیرو | نامزدشده | [ ۸۳ ]        |
| جایزه هوگو                       | ۲۰۲۳                     | بهترین نمایش درام                                                                            | دن اریکسون، بن استیلر، آئویف مک آردل، و کارکنان نویسندگی | نامزدشده | [ ۸۴ ]        |
| جوایز فیلم و تلویزیون ایرلندی    | 2023                     | کارگردان – درام تلویزیونی                                                                    | آئویف مک آردل | نامزدشده | [ ۸۵ ]        |
| جوایز ایندیپندنت اسپیریت         | ۲۰۲۳                     | بهترین سریال جدید                                                                            | جداسازی | نامزدشده | [ ۸۶ ]        |
| جوایز ایندیپندنت اسپیریت         | ۲۰۲۳                     | بهترین نقش اول در یک سری فیلمنامه جدید                                                       | آدام اسکات | نامزدشده | [ ۸۶ ]        |
| جوایز ایندیپندنت اسپیریت         | ۲۰۲۳                     | بهترین نقش مکمل در یک سریال جدید                                                             | ترامل تیلمن | نامزدشده | [ ۸۶ ]        |
| جایزه پیبادی                     | ۲۰۲۲                     | سرگرمی                                                                                       | جداسازی | برنده    | [ ۸۷ ]        |
| جوایز برگزیده مردم               | ۲۰۲۲                     | سریالی ۲۰۲۲ که باید بینج شود                                                                 | جداسازی | نامزدشده | [ ۸۸ ]        |
| جوایز امی ساعات پربیننده         | ۲۰۲۲                     | بازیگران برجسته برای یک سریال درام                                                           | ریچل تنر و بس فیفر | نامزدشده | [ ۸۹ ]        |
| جوایز امی ساعات پربیننده         | ۲۰۲۲                     | طراحی برجسته عنوان اصلی                                                                      | الیور لاتا و تدی بلانکس | برنده    | [ ۸۹ ]        |
| جوایز امی ساعات پربیننده         | ۲۰۲۲                     | آهنگسازی برجسته موسیقی برای یک سریال (آهنگ دراماتیک اصلی)                                    | تئودور شاپیرو | برنده    | [ ۸۹ ]        |
| جوایز امی ساعات پربیننده         | ۲۰۲۲                     | موسیقی با عنوان اصلی اصلی برجسته                                                             | تئودور شاپیرو | نامزدشده | [ ۸۹ ]        |
| جوایز امی ساعات پربیننده         | ۲۰۲۲                     | طراحی تولید برجسته برای یک برنامه روایی معاصر (یک ساعت یا بیشتر)                             | جرمی هیندل، نیک فرانکونه، آنجلیکا بوررو-فورتیه، و اندرو بیسمن | نامزدشده | [ ۸۹ ]        |
| جوایز امی ساعات پربیننده         | ۲۰۲۲                     | ویرایش برجسته تصویر تک دوربین برای یک سریال درام                                             | اریکا فرید مارکر و جفری ریچمن | نامزدشده | [ ۸۹ ]        |
| جوایز امی ساعات پربیننده         | ۲۰۲۲                     | ویرایش برجسته تصویر تک دوربین برای یک سریال درام                                             | جفری ریچمن | نامزدشده | [ ۸۹ ]        |
| جوایز امی ساعات پربیننده         | ۲۰۲۲                     | سریال درام برجسته                                                                            | بن استیلر، نیکلاس واینستاک، جکی کوهن، مارک فریدمن، دن اریکسون، اندرو کولویل، کریس بلک، جان کامرون، جیل فوتلیک، کاری دریک، آدام اسکات، پاتریشیا آرکت، آئویف مک آردل، آماندا اورتون، و گری رابرت براین | نامزدشده | [ ۹۰ ]        |
| جوایز امی ساعات پربیننده         | ۲۰۲۲                     | بهترین بازیگر نقش اول مرد در مجموعه تلویزیونی درام                                           | آدام اسکات | نامزدشده | [ ۹۰ ]        |
| جوایز امی ساعات پربیننده         | ۲۰۲۲                     | بهترین بازیگر مکمل مرد در مجموعه تلویزیونی درام                                              | جان تورتورو | نامزدشده | [ ۹۰ ]        |
| جوایز امی ساعات پربیننده         | ۲۰۲۲                     | بهترین بازیگر مکمل مرد در مجموعه تلویزیونی درام                                              | کریستوفر واکن | نامزدشده | [ ۹۰ ]        |
| جوایز امی ساعات پربیننده         | ۲۰۲۲                     | بهترین بازیگر نقش مکمل زن در مجموعه تلویزیونی درام                                           | پاتریشیا آرکت | نامزدشده | [ ۹۰ ]        |
| جوایز امی ساعات پربیننده         | ۲۰۲۲                     | کارگردانی برجسته برای یک سریال درام                                                          | بن استیلر | نامزدشده | [ ۹۰ ]        |
| جوایز امی ساعات پربیننده         | ۲۰۲۲                     | نویسندگی برجسته برای یک سریال درام                                                           | دن اریکسون | نامزدشده | [ ۹۰ ]        |
| جوایز انجمن تهیه‌کنندگان آمریکا   | ۲۰۲۳                     | تهیه‌کننده برجسته تلویزیون اپیزودیک، درام                                                     | جداسازی | نامزدشده | [ ۹۱ ]        |
| جوایز ستلایت                     | ۲۰۲۳                     | بهترین سریال درام                                                                            | جداسازی | نامزدشده | [ ۹۲ ]        |
| جوایز ستلایت                     | ۲۰۲۳                     | بهترین بازیگر مرد در سریال درام/ژانر                                                         | آدام اسکات | نامزدشده | [ ۹۲ ]        |
| جوایز ساترن                      | ۲۰۲۲                     | بهترین سریال تلویزیونی ترسناک/دلهره آور                                                      | جداسازی | نامزدشده | [ ۹۳ ] [ ۹۴ ] |
| جوایز ساترن                      | ۲۰۲۲                     | بهترین بازیگر مرد در یک سریال تلویزیونی استریم                                               | آدام اسکات | نامزدشده | [ ۹۳ ] [ ۹۴ ] |
| جوایز ساترن                      | ۲۰۲۲                     | بهترین بازیگر زن در یک سریال تلویزیونی استریم                                                | بریت لور | نامزدشده | [ ۹۳ ] [ ۹۴ ] |
| جوایز ساترن                      | ۲۰۲۲                     | بهترین بازیگر نقش مکمل مرد تلویزیونی                                                         | زک چری | نامزدشده | [ ۹۳ ] [ ۹۴ ] |
| جوایز ساترن                      | ۲۰۲۲                     | بهترین بازیگر نقش مکمل مرد تلویزیونی                                                         | جان تورتورو | نامزدشده | [ ۹۳ ] [ ۹۴ ] |
| جوایز ساترن                      | ۲۰۲۲                     | بهترین بازیگر نقش مکمل زن در یک سریال تلویزیونی استریمینگ                                    | پاتریشیا آرکت | نامزدشده | [ ۹۳ ] [ ۹۴ ] |
| جوایز انجمن بازیگران فیلم        | ۲۰۲۳                     | اجرای برجسته توسط یک بازیگر مرد در یک سریال درام                                             | آدام اسکات | نامزدشده | [ ۹۵ ]        |
| جوایز انجمن بازیگران فیلم        | ۲۰۲۳                     | بهترین اجرای گروه بازیگران در مجموعه درام                                                    | پاتریشیا آرکت، مایکل چرنوس، زک چری، مایکل کامپستی، دیچن لاچمن، بریت لور، آدام اسکات، ترامل تیلمن، جن تولاک، جان تورتورو، کریستوفر واکن                                                               | نامزدشده | [ ۹۵ ]        |
| جوایز انجمن دکوراتورهای آمریکا   | 2022                     | بهترین دستاورد در دکوراسیون/طراحی یک سریال معاصر یک ساعته                                    | اندرو بیسمن و جرمی هیندل | نامزدشده | [ ۹۶ ]        |
| جوایز انجمن آهنگسازان و ترانه‌سرا | ۲۰۲۳                     | موسیقی برجسته برای تلویزیون                                                                  | تئودور شاپیرو | نامزدشده | [ ۹۷ ]        |
| جوایز تی‌سی‌ای                     | ۲۰۲۲                     | جایزه تی‌سی‌ای برنامه سال                                                                      | جداسازی | نامزدشده | [ ۹۸ ]        |
| جوایز تی‌سی‌ای                     | ۲۰۲۲                     | دستاورد برجسته در درام                                                                       | جداسازی | نامزدشده | [ ۹۸ ]        |
| جوایز تی‌سی‌ای                     | ۲۰۲۲                     | برنامه جدید برجسته                                                                           | جداسازی | نامزدشده | [ ۹۸ ]        |
| جوایز تی‌سی‌ای                     | ۲۰۲۲                     | دستاوردهای فردی در درام                                                                      | آدام اسکات | نامزدشده | [ ۹۸ ]        |
| جوایز تلویزیون ونیز              | ۲۰۲۳                     | بهترین سریال تلویزیونی                                                                       | جداسازی | نامزدشده | [ ۹۹ ]        |
| انجمن جلوه‌های بصری               | ۲۰۲۳                     | جلوه‌های بصری حمایتی برجسته در یک اپیزود فوتورئال                                             | وادیم تورچین، نیکول ملیوس، دیوید پیومبینو، دیوید روکسل | نامزدشده | [ ۱۰۰ ]       |
| جایزه وبی                        | ۲۰۲۲                     | بهترین بازیگر مرد                                                                            | آدام اسکات | برنده    | [ ۱۰۱ ]       |
| جوایز انجمن نویسندگان آمریکا     | ۲۰۲۳                     | سریال درام                                                                                   | کریس بلک، اندرو کولویل، کاری دریک، دن اریکسون، مارک فریدمن، هلن لی، آنا مونچ، آماندا اورتون | برنده    | [ ۱۰۲ ]       |
| جوایز انجمن نویسندگان آمریکا     | ۲۰۲۳                     | سری جدید                                                                                     | کریس بلک، اندرو کولویل، کاری دریک، دن اریکسون، مارک فریدمن، هلن لی، آنا مونچ، آماندا اورتون | برنده    | [ ۱۰۲ ]       |
| جوایز انجمن نویسندگان آمریکا     | ۲۰۲۳                     | درام اپیزودیک                                                                                | دن اریکسون | نامزدشده | [ ۱۰۲ ]       |

## بازاریابی و انتشار
تیزر تبلیغاتی فصل دوم در طول رویداد اپل در ۷ سپتامبر ۲۰۲۲ پخش شد، که در آن هلی (بریت لاور) را به نمایش گذاشت.